# Nadine Jansen
Nadine Jansen (Leipzig; 3 de diciembre de 1980) es una modelo y actriz softcore alemana conocida principalmente por sus enormes senos naturales.

## Biografía
Nadine dejó la escuela a los 17 años, y estudió para llegar a ser enfermera farmacéutica y se graduó en enero de 2001. 
Jansen se inició en el modelaje en agosto de 2000, en el sitio web de su amiga, también modelo erótica alemana Bettie Ballhaus. Pronto saltó a la fama en la industria de las big boobs, su primera aparición fue en la revista japonesa Bachelor y luego en los sitios web de Danni Ashe y la revista Score tan solo 14 meses después de debutar. Lanzó su propio sitio web en diciembre de 2001.
En noviembre de 1994 cuando tenía tan solo 13 años tuvo un grave accidente de motocicleta donde un coche chocó con la moto de su novio y dejó a ambos con varias heridas considerables y huesos rotos, fue tratada durante 6 meses en el hospital y le salvaron las piernas, pero quedó con notables cicatrices. Inicialmente, se negó a ser fotografiada para no mostrar los signos visibles que le ocasionó ese desagradable accidente y en muchas ocasiones utiliza sensuales portaligas, como un medio para ocultar discretamente, las infortunadas lesiones sufridas en su gran mayoría en la pierna izquierda. Hoy en día, le es más cómodo mostrarlas, ahora pueden ser vistas en muchas de sus fotos.
Cuándo ella empezó en el mundo del modelaje erótico, tenía un tamaño de busto de 105 cm (41 pulgadas), y una talla de 80FF (medida 36FF americana) de sostén en Europa. Para el 29 de julio de 2003 su talla de busto había aumentado a 120 cm (47 pulgadas), sin embargo este disminuyó luego a 116 cm (45 pulgada). Su tamaño de sostén ha aumentado igualmente a 85H (34H). En un video no oficial (es decir para ningún récord) ella pesó sus senos en una báscula de cocina y mostró un prominente peso de un kilogramo por seno.